# Nachtflug
Nachtflug è un album del cantante austriaco Falco, pubblicato nel 1992 dall'etichetta discografica EMI Music. L'album è stato ripubblicato con la lista tracce modificata nel 1997.

## Tracce
CD EMI 780322 2
1. Titanic - 3:56
2. Monarchy Now - 4:10
3. Dance Mephisto - 3:28
4. Psychos - 3:16
5. S.C.A.N.D.A.L. - 3:56
6. Propaganda - 3:34
7. Yah-Vibration - 3:35
8. Time - 4:03
9. Cadillac Hotel - 5:11
10. Nachtflug - 3:15

CD Disky 7243 4 87544 2 4 (EMI) / EAN 0724348754424
1. Titanic - 3:56
2. Monarchy Now - 4:10
3. Dance Mephisto - 3:28
4. Psychos - 3:16
5. S.C.A.N.D.A.L. - 3:56
6. Yah-Vibration - 3:35
7. Propaganda - 3:34
8. Time - 4:03
9. Cadillac Hotel - 5:11
10. Nachtflug - 3:15

## Classifiche
| Classifica (1992) | Posizione raggiunta |
| ----------------- | ------------------- |
| Austria           | 1                   |